# 滝沢伸介
滝沢 伸介（たきざわ しんすけ、1967年2月1日 - ）は、日本のファッションデザイナー。

## 来歴
長野県千曲市出身。実家は蕎麦屋の「一松亭」。上京後、DJやスタイリストなどをしながらぶらぶらしていたが、1988年、日本初のクラブ・ミュージック・レーベル、メジャーフォースの立ち上げに際してスタッフを探していた高木完、藤原ヒロシから森俊二を通して声をかけられ、森と共にファイルレコードへ入社。メジャーフォースの担当となる。
レコード会社時代は一人しかいない部署のため、部長の役職を得る。そのため古い友人達からは社長になった今でも部長のあだ名で呼ばれている。
退社後の1994年、自身のブランドNEIGHBORHOODをスタート。また、NEIGHBORHOODとは別のプライベートプロジェクトとしてJURASSIC PAINT名義でペインターとしても活躍。プロジェクト内の彫金部門4 DIMENSION STUDIOではデザインを担当。
2011年10月28日渋谷WOMBにて行われたNEIGHBORHOOD&CHALLENGER HALLOWEEN NIGHTにバイカーロックバンドTHE SISSY BARSのベーシストとしてSwanp名義で参加。デビューライブを行う。

## 人物
2001年2月1日に滝沢眞規子と結婚。2003年に第1子女児、2007年に第2子男児、2008年に第3子女児が誕生した。